# 래미안 강동 팰리스
래미안 강동 팰리스(영어: Raemian Gangdong Palace)는 대한민국 서울특별시 강동구 천호동에 위치한 999세대의 주상복합 아파트이다. 2013년 12월에 분양 및 착공하여 2017년에 완공되었고 같은 해 7월 31일에 입주가 시작되었다. 4개 동으로 구성되어 있으며 같이 위치한 오피스동은 이스트센트럴타워이다. 분양 당시 강동구의 작은 '타워팰리스'를 모토로 하여 삼성물산에서 시공한 단지로 현재 강동구에서는 가장 높은 건물로 2018년 아파트부문 굿디자인 상을 수여 하는 등 강동구의 랜드마크로 자리매김하고 있다.

## 역사
건설하기 전 부지는 원래 주택 부지였다. 2013년 11월에 분양 및 착공하였고 2017년 3월에 오피스 빌딩은 이스트센트럴타워라는 명칭을 정했다. 7월 말에 아파트와 오피스가 완공되었다. 그리고 7월 31일에 아파트의 입주가 시작되었다.

## 구성

### 아파트
타워팰리스를 모토로 하여 삼성물산이 시공한 아파트는 총 3개 동 및 최고 45층, 175m의 높이다. 2013년 11월에 분양하였고 그 당시 착공하여 2017년에 완공된 아파트 단지는 같은 해 7월 31일부터 입주가 시작되었다. 높이 175m로 현재 강동구에서는 높은 아파트다.

### 오피스
이스트 센트럴 타워(영어: East Central Tower) 또는 래미안 강동 팰리스 오피스 타워(영어: Raemian Gangdong Palace Office Tower)는 래미안 강동 팰리스 주변에 위치하고 있다. 최고 36층, 높이 150m의 높이다. 2013년에 착공하여 2017년에 완공하였다. 그리고 7월 31일 입주했다. 같은 해 준공된 3만평 정도의 대형 랜드마크 빌딩이고 천호대로변에 위치하고 있다. 커튼월(24T 로이복층유리) 등이 있다. 월임대료는 평당 62,500원이다.

### 근린생활시설
최대 2층의 규모이며 근린생활시설에서 생활이 가능하다.

## 높이
최고 높이는 아파트동(101동, 102동, 103동) 기준으로는 175m이고 오피스동 기준으로는 150m다. 완공 당시 강동구에서 가장 높은 아파트다. 현재 강동구에서 가장 높은 아파트다. 2015년 강동역 신동아 파밀리에(41층, 150m) 완공 후 래미안 강동 팰리스는 당시 공사중이었고 2년 후 2017년에 완공되었다.

## 특징
강동의 스카이라인을 완성한 45층 강동 최고층 랜드마크다. 단지 내 각동에는 저층에는 근린생활시설이 있다. 주민편의시설 엘리베이터는 동마다 총 5대 운행된다. 엘리베이터를 이용하려면 출입카드가 있어야 한다. 출입카드가 있으면 층 버튼을 누를 수가 있다. 상업시설이 존재한다. 이스트 센트럴 타워(36층, 150m)는 아파트 주변에 있다. 최상층인 36층에는 스카이라운지가 있다.

## 내부 시설
다음은 래미안 강동 팰리스의 아파트 시설이다.
입주민 커뮤니티 시설로 카페테리아, 스포츠센터 (헬스장, GYM) 등), 골프연습장, 스크린 골프장, 사우나, 키즈룸, 도서관, 남여 독서실, 연회장, 회의실 2실, 로비 라운지 등을 보유 하고 있어 입주민 편의 시설이 완비되어 운영 중이다.
각종 스포츠 프로그램, 유아 교육 프로그램, 중 장년 노래 교실 등의 문화 강좌 등 다양한 커뮤니티 프로그램이 운영되고 입주민을 대상으로 운영되고 있어 입주민 만족도가 높다.
| 층수                | 시설                                                                             |
| ------------------- | -------------------------------------------------------------------------------- |
| 45층 (103동)        | 아파트                                                                           |
| 26층 ~ 44층         | 아파트                                                                           |
| 25층                | 아파트, 피난안전구역(103동)                                                      |
| 24층                | 아파트, 피난안전구역(101동, 102동)                                               |
| 6층 ~ 23층          | 아파트                                                                           |
| 5층                 | 아파트, 게스트룸(103동)                                                          |
| 4층                 | 아파트, 게스트룸(101동, 102동)                                                   |
| 3층                 | 아파트                                                                           |
| 2층                 | 아파트(101동, 102동), 근린생활시설, 주민공동시설(103동)                          |
| 1층                 | 로비, 주민공동시설, 근린생활시설(102동, 103동), 어린이집, 시니어쎈터 등          |
| 지하 1층            | 커뮤니티 시설(사우나, 헬스장, 키즈룸, 카페테리아, 골프연습장, 독서실, 도서관 등) |
| 지하 5층 ~ 지하 2층 | 지하주차장                                                                       |

## 주변
주변에 천호와 길동 상권이 근접하여 현대백화정, 이마트, 롯데시네마, 엔터식스, 교보문고, 한강섬심조합병원 등이 도보 거리에 있으며 재래시장과 상권이 발달 하여 생활권이 보장되어 편의성이 높은 아파트이다.

## 교통
지하철 5호선 강동역 1번출구와 지하로 직접 연결되어 있어 눈, 비가 오는 날에도 외부로 나가지 않고 직접 전철역에서 단지로 이동 할 수 있다.
- ● 수도권 전철 5호선 - 강동역 1번 출구 직접 연결

## 같이 보기
- 대한민국의 마천루 목록
- 서울특별시의 마천루 목록
- 래미안